# Spitz Illés
Spitz Illés, Vörös (horvátul: Ilješ Špic, szerbül: Иљeш Шпиц, Budapest, 1902. február 2. – Szkopje, 1961. október 1.) magyar válogatott labdarúgó, csatár, edző. Az 1930-as Bajnokok Tornája győztes Újpest tagja volt.

## Pályafutása

### Klubcsapatban
1916 és 1926 között a Nemzeti SC csapatában játszott. Innen szerepelt először a válogatottban, 1925-ben. 1926-ban az Újpesthez igazolt, ahol 1934-ig játszott. Három bajnoki cím, egy közép-európai kupa győzelem és egy Bajnokok Tornája győzelem volt a legnagyobb sikere a csapattal. 1935-ben egy idényt a svájci FC St. Gallen együttesében játszott, majd újabb egy szezont az FC Zürichben, ahol befejezte az aktív labdarúgást.

### A válogatottban
1925 és 1931 között hat alkalommal szerepelt a válogatottban és három gólt szerzett.

### Edzőként
Edzői pályafutása teljesen Jugoszláviához kötődik. 1937 és 1939 között a Hajduk Split edzője volt. A második világháború alatt a Građanski Skopje csapatát irányította. 1946 és 1955 között a belgrádi Partizan vezetőedzőjeként két bajnoki címet és három jugoszláv kupa győzelmet ért el a csapattal. Ezt követően dolgozott a Radnički Beograd és a Vardar Skopje csapatainál. 1961-ben a Vardar egyik mérkőzésén, a kispadon halt meg szívrohamban.

## Sikerei, díjai

### Játékosként
- Magyar bajnokság
  - bajnok: 1929–30, 1930–31, 1932–33
  - 2.: 1926–27, 1931–32, 1933–34
  - 3.: 1927–28, 1928–29
- Magyar kupa
  - döntős: 1933
- Közép-európai kupa (KK)
  - győztes: 1929
- Bajnokok Tornája (1930)
  - győztes

### Edzőként
- Jugoszláv bajnokság
  - bajnok: 1946–47, 1948–49
- Jugoszláv kupa
  - győztes: 1947, 1952, 1954

## Statisztika

### Mérkőzései a válogatottban
| Magyarország | Magyarország      | Magyarország                    | Magyarország  | Magyarország | Magyarország | Magyarország | Magyarország | Magyarország |
| #            | Dátum             | Helyszín                        | Hazai         | Eredmény     | Vendég       | Kiírás       | Gólok        | Esemény      |
| ------------ | ----------------- | ------------------------------- | ------------- | ------------ | ------------ | ------------ | ------------ | ------------ |
| 1.           | 1925. január 18.  | Milánó, Campo Milan             | Olaszország   | 1 – 2        | Magyarország | barátságos   | 1            | 27'          |
| 2.           | 1926. május 2.    | Budapest, Hungária körúti pálya | Magyarország  | 0 – 3        | Ausztria     | barátságos   | -            |              |
| 3.           | 1931. március 22. | Prága, Sparta-pálya             | Csehszlovákia | 3 – 3        | Magyarország | Európa-kupa  | -            |              |
| 4.           | 1931. április 12. | Budapest, Hungária körúti pálya | Magyarország  | 6 – 2        | Svájc        | Európa-kupa  | -            |              |
| 5.           | 1931. október 4.  | Budapest, Hungária körúti pálya | Magyarország  | 2 – 2        | Ausztria     | Európa-kupa  | 1            | 65'          |
| 6.           | 1931. november 8. | Budapest, Üllői úti pálya       | Magyarország  | 3 – 1        | Svédország   | barátságos   | 1            | 3'           |
|              | Összesen          |                                 |               | 6            | mérkőzés     |              | 3            | gól          |